# NGC 1198
NGC 1198 is een elliptisch sterrenstelsel in het sterrenbeeld Perseus. Het hemelobject werd op 6 december 1880 ontdekt door de Franse astronoom Édouard Jean-Marie Stephan.

## Synoniemen
- IC 282
- PGC 11648
- UGC 2533
- MCG 7-7-24
- ZWG 540.38